# Große Winkelspinne
Die Große Winkelspinne (Eratigena atrica, Syn.: Tegenaria atrica) ist eine von mindestens acht in Mitteleuropa heimischen Arten der Gattung der Winkelspinnen (Eratigena) und eine der größten hier heimischen Spinnenarten. Sie war Spinne des Jahres 2008 und ist auch als Winkelspinne oder Hauswinkelspinne bekannt, diese Bezeichnungen sind jedoch nicht eindeutig.
Auch der Trivialname „Hausspinne“ wird landläufig bei vielen Spinnen der Gattung Eratigena und Verwandten (z. B. Tegenaria) verwendet, die auch oft in Häusern zu finden sind. Neben der Großen Winkelspinne sind das:
- die Hauswinkelspinne (Tegenaria domestica, Syn.: T. derhami und T. domesticus),
- die Mauerwinkelspinne (Tegenaria parietina)
- und die Rostrote Winkelspinne (Tegenaria ferruginea, Syn.: Malthonica ferruginea)

Die Große Winkelspinne kann leicht mit anderen Arten der Gattung verwechselt werden. Ein sicheres, schnelles Unterscheidungsmerkmal gegenüber anderen Arten sind die einfarbigen Beine, die nur Eratigena atrica, die kleinere Eratigena picta und die dunklere Feldwinkelspinne Eratigena agrestis haben. Zur sicheren Unterscheidung ist die Zeichnung des Sternums oder gar der innere Bau der Pedipalpen (Männchen) oder der Epigyne (Weibchen) heranzuziehen.

## Lebensraum und Verbreitung
Die Große Winkelspinne ist in ganz Europa, in Zentralasien und Nordafrika beheimatet und wurde nach Nordamerika eingeschleppt, wo sie sich etabliert hat. Sie besiedelt in der gemäßigten Zone geschützte und trockene Lagen bis 800 m Höhe, darüber sehr viel seltener.
Sie hat ihren Lebensraum vorwiegend in Höhlen, in trockenen, trocken-warmen Laubwäldern, in Baumhöhlen oder Stollen und in Gebäuden, in Weinbergen, Hecken und Gebüschen und Ruderalstandorten, aber stets in Bodennähe, seltener in der Strauchschicht; sie meidet feuchte Habitate. Die troglophile Große Winkelspinne hält sich häufig in der Nähe des Menschen auf, in Kellern, in Wohnungen wie in Scheunen oder Schuppen in schwer zugänglichen und dunklen Ecken, die über längere Zeit ungestört sind. In menschlichen Behausungen ist ihr ärgster Feind – abgesehen vom Menschen selbst – die Große Zitterspinne, die aufgrund ihrer besonderen Fangtechnik auch wesentlich größere Winkelspinnen erbeuten kann. Auch Klebfadenweber können ihr gefährlich werden.

## Körperbau

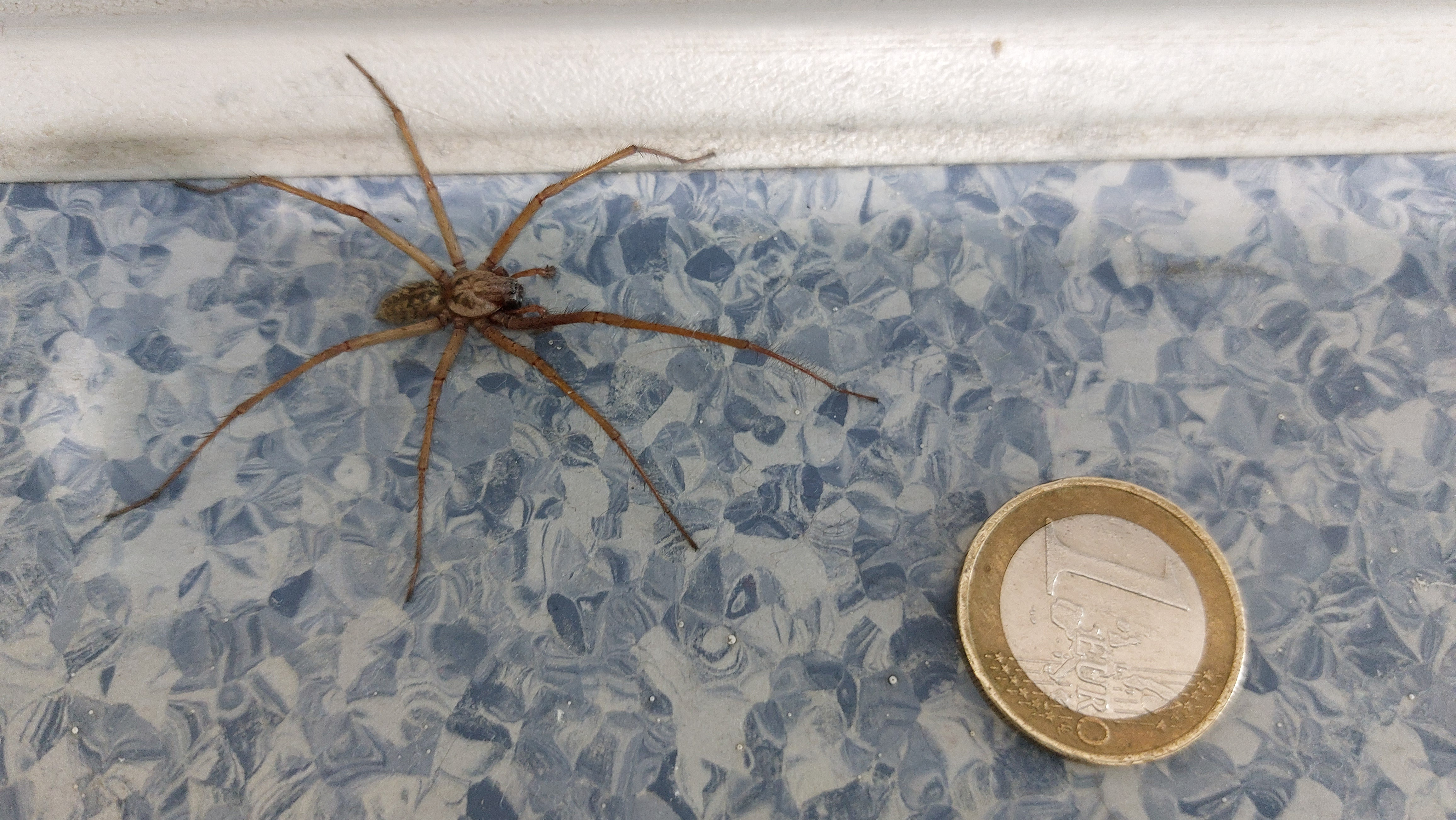
Große Winkelspinne (Männchen) mit Münze als Größenvergleich

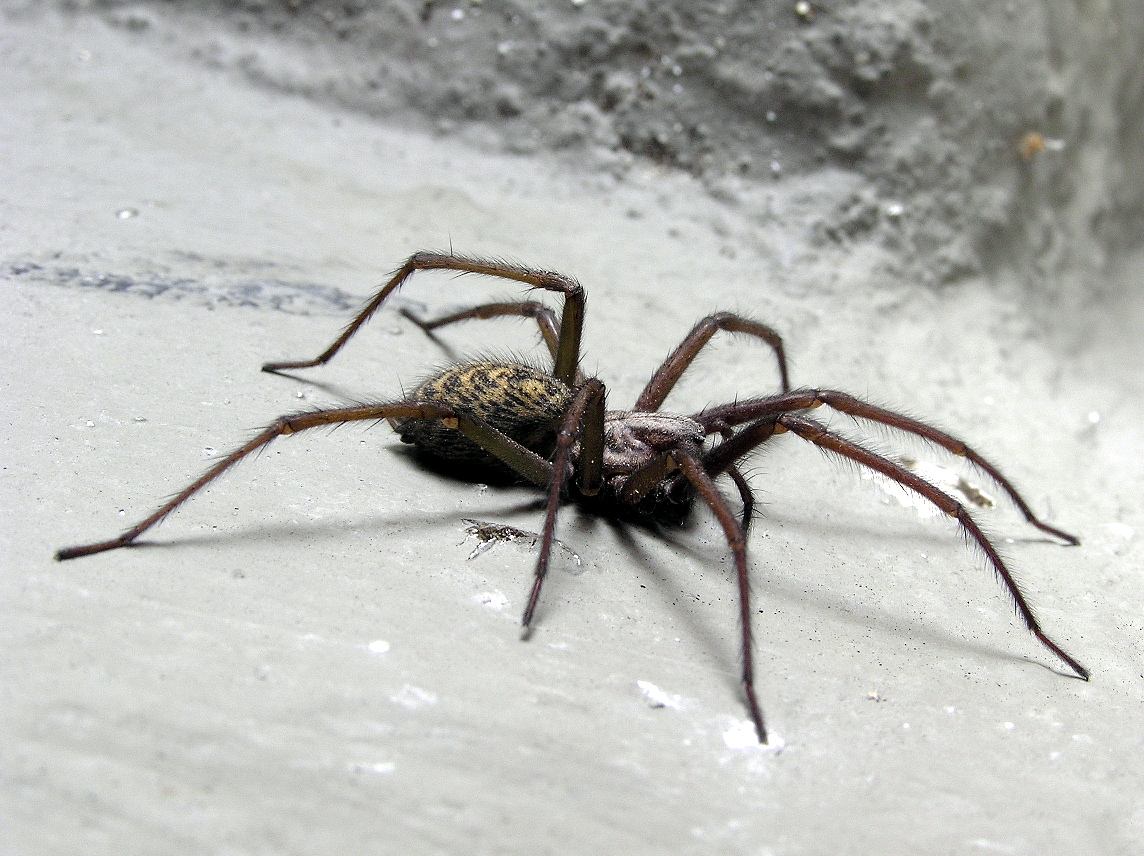
Große Winkelspinne (Weibchen)

Der Körper der Hausspinne Eratigena atrica wird zwischen 14 mm (Männchen) und 18 (bis 20) mm (Weibchen) groß. Männchen und Weibchen unterscheiden sich nicht in Grundfärbung oder Zeichnung. Die Grundfarbe ist dunkelbraun. Auf der Brustplatte (Sternum) hat die Große Winkelspinne eine keulenförmige hellbraune Zeichnung, bei der das schmale Ende der Keule zum Hinterleib zeigt. Seitlich dieses Males sind je drei hellbraune Flecken, die von vorn nach hinten kleiner werden und so angeordnet sind, dass sie strahlenförmig zusammenlaufen.

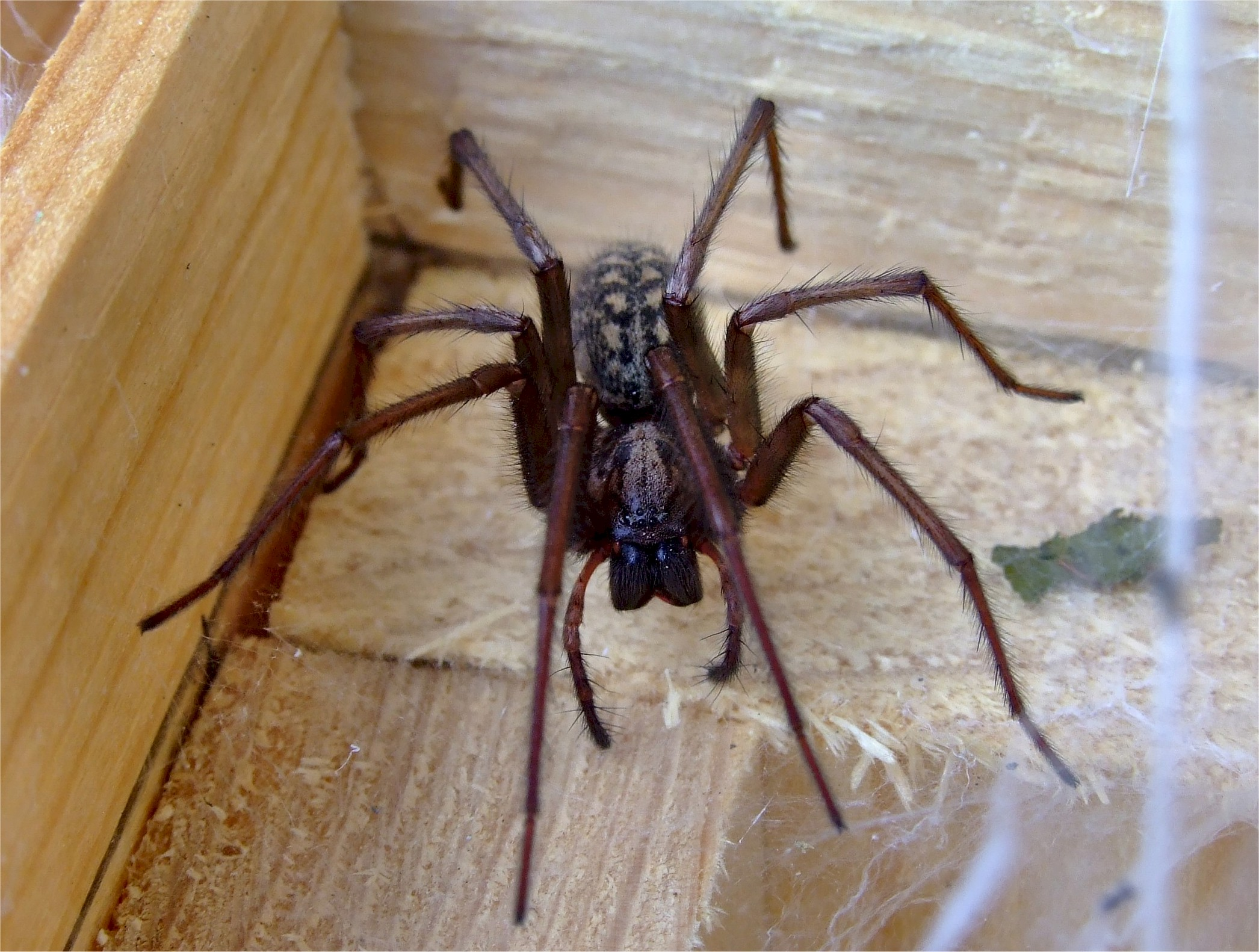
Große Winkelspinne (Weibchen, Vorderansicht)
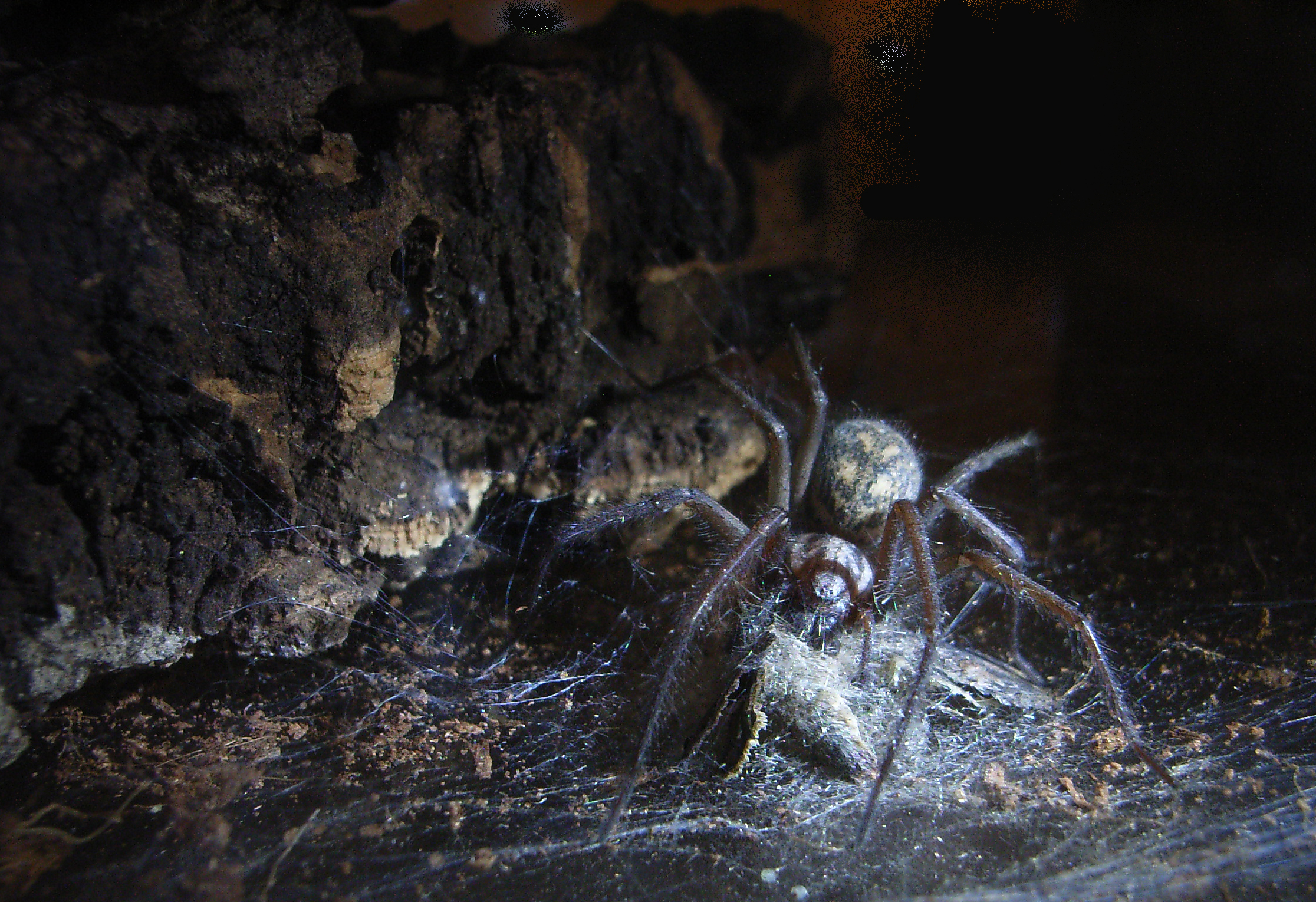
E. atrica – Weibchen beim Fressen der nächtlichen Beute

Der Hinterleib hat einen schmalen, hellen Mittelstreifen, der sich von vorn bis zur Mitte zieht. Seitlich davon sind sechs „Winkelflecken“ zu sehen, die auch teilweise mit dem Mittelstreifen verlaufen. An der Unterseite des Hinterleibes sitzt ganz hinten die Afteröffnung, dahinter die Spinnwarzen. Weiter vorn an der Unterseite des Hinterleibes hat sie Atemspalte und den Genitalporus. Mit ihren einfarbig hellbraunen, beborsteten wie fein behaarten Beinen unterscheidet sich die Hausspinne Eratigena atrica und Eratigena picta von anderen Arten der Gattung Eratigena, die meist geringelte oder gefleckte Beine haben. Das vordere Beinpaar ist am längsten, die Länge der Beine nimmt nach hinten ab.
Die einfarbig braunen, nur an den letzten Gliedern leicht beborsteten Beine erreichen beim Weibchen die doppelte Körperlänge, beim Männchen die dreifache Körperlänge. Durch diesen Laufapparat sind sie, wie alle Arten der Eratigena, zu beträchtlichen Geschwindigkeiten befähigt (bis zu 50 cm/s), die jedoch nicht lange durchgehalten werden. Zwei der Beingelenke der Webspinnen funktionieren hydraulisch. Der Druck zur Streckung wird im Vorderleib (Prosoma) erzeugt. Ebenso sind die Beine nicht zum Klettern geeignet, so werden Gefäße mit glatten Wänden häufig zur Falle. Scopulahaare am Tarsus sind anders ausgeprägt als die anderer Spinnen und erzeugen weniger Adhäsionskräfte.

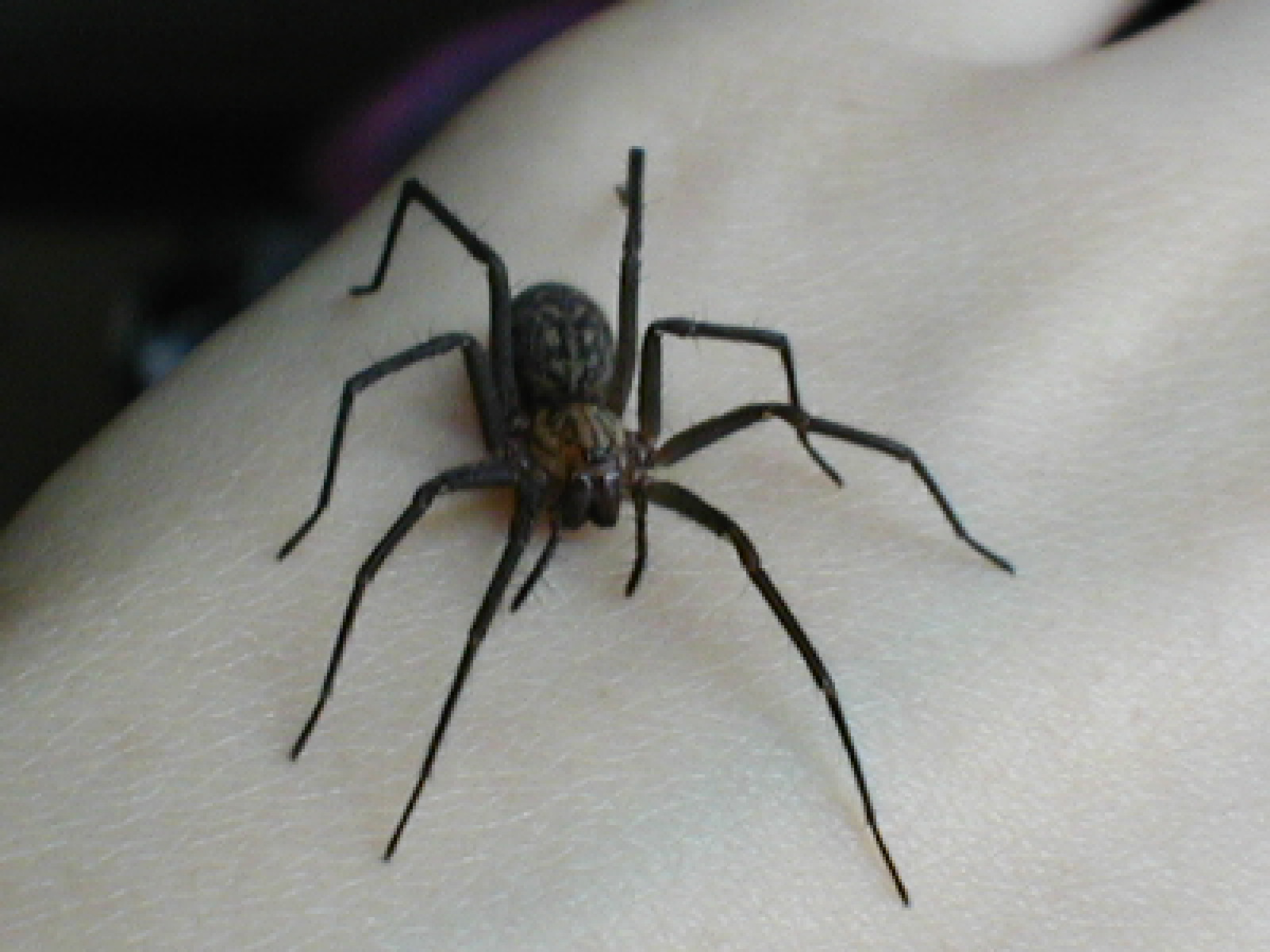
E. atrica – Dunkles Muster kurz vor der Häutung
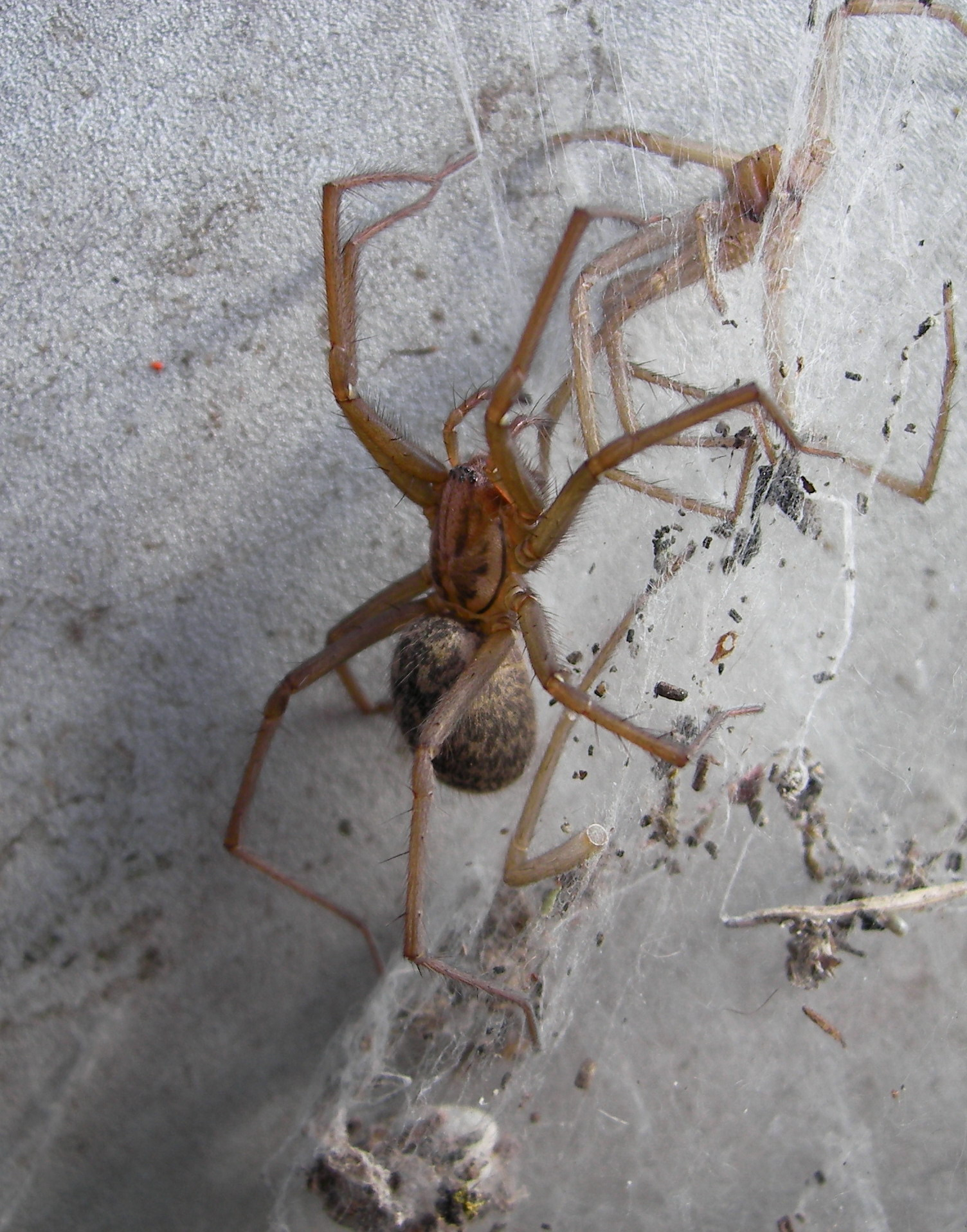
Weibchen nach der Häutung, zu sehen ist auch das abgestreifte Exoskelett

Die Borsten und Haare an den Beinen und die feinen Härchen des gesamten Körpers sind, wie bei allen Spinnen, das wichtigste Sinnesorgan, mit denen auch geringste Erschütterungen und Schall wahrgenommen werden; bei Spinnen der Gattungen Eratigena und Tegenaria konnten einige der niedrigsten von Spinnen bekannten mechanischen Reizschwellen gemessen werden. An den Beinen und Pedipalpen finden sich ferner Chemosensoren, die eine wichtige Rolle spielen besonders beim Erkennen von Beute und bei der Balz. Die nachtaktive Hausspinne Eratigena atrica hat acht gleich große Augen, welche in zwei übereinanderliegenden Reihen nach vorn angeordnet sind. Ihr Sehsinn ist wahrscheinlich beschränkt auf Hell-Dunkel-Kontraste, da es sich um Einzelaugen mit weniger als 400 Sehzellen handelt.
Eratigena atrica gehört zum Stamm der Gliederfüßer (Arthropoda) und damit zu den Häutungstieren (Ecdysozoa). Bis zu ihrer vollen Größe häutet sich die Spinne mehrmals, mit zunehmendem Alter seltener. Dabei wird das gesamte Skelett erneuert und ist nach der Häutung um einiges größer. Kurz vor der Häutung erkennt man eine deutlich dunklere Färbung ins Schwarze. Die Brustplatte platzt auf und die Spinne windet ihren ganz weichen Körper kräftezehrend über einen langen Zeitraum aus ihrer engen alten Haut. Danach ruht sie und der Körper erhärtet.

## Verhalten
An wenig gestörten Stellen im Haus baut die vorwiegend in den späten Abendstunden und nachts aktive Hausspinne ein Trichternetz, das sich zum Ende zu einer Wohnröhre verjüngt. Vom Netz aus spannt sie Fangfäden, in denen sich Beutetiere verheddern. Da sie keine Leimfäden produziert, wird die Beute festgehalten und mit ihren senkrecht stehenden Cheliceren (Kieferklauen) zu einem Brei zerkleinert und aufgenommen.
Die Tiere verlassen ihr Netz nur bei Störung, auch witterungsabhängig, etwa bei Feuchtigkeit oder tiefen Temperaturen bzw. kalter Zugluft im Winter, kehren aber stets zurück. Reicht das Nahrungsangebot in der Umgebung hingegen nicht mehr aus, oder wird das Versteck zerstört, machen sie sich auf die Suche nach einem Ort für eine neue Wohnhöhle. Manchmal werden auch verlassene Nester wieder besiedelt oder noch bewohnte erobert. Dazu vertreibt die Spinne auch andere Hausspinnen aus deren Wohnhöhlen oder tötet sie gar. Nur die Männchen begeben sich in den Nachtstunden im Spätsommer und Herbst darüber hinaus auf ausgedehntere Suche nach Weibchen und werden in dieser Zeit daher häufiger außerhalb ihrer Schlupfwinkel angetroffen.
Die Hausspinne wird zwei oder drei, in seltenen Fällen auch bis zu sechs Jahre alt. Obwohl von vielen gefürchtet, sind die Spinnen für Menschen harmlos.

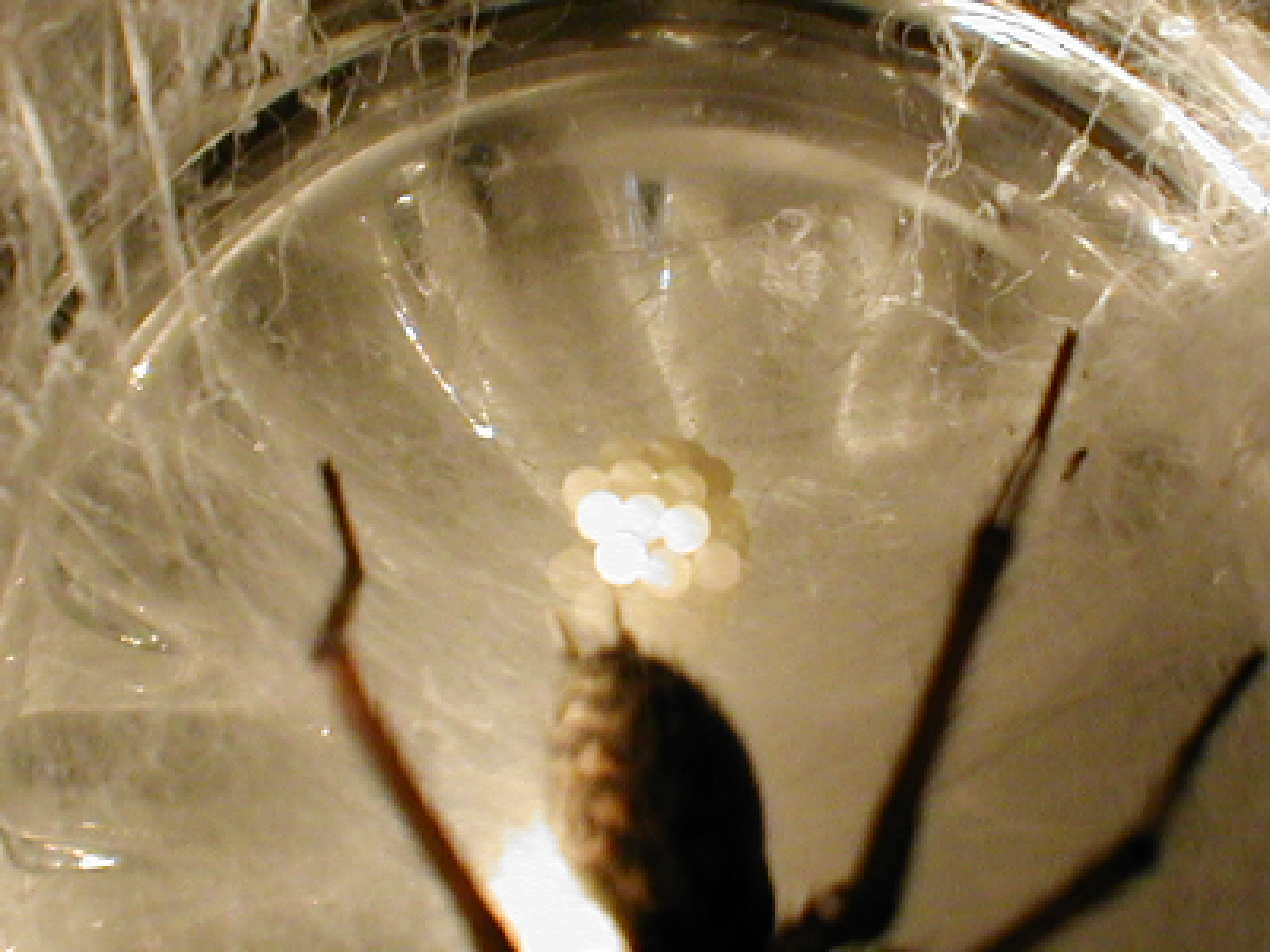
E. atrica – Weibchen bei der Eiablage

## Fortpflanzung und Entwicklung
Die Männchen sind vor allem im Spätsommer und frühen Herbst häufiger auf Streifzügen anzutreffen, wenn sie sich nach paarungswilligen Weibchen umsehen. Sie nähern sich ihnen mit Bewegungen der Pedipalpen (Kiefertastern) und des vorderen Beinpaares. Ist das Weibchen nicht paarungsbereit, wird das Männchen zum Opfer. Das Männchen muss sich dem Weibchen sehr vorsichtig nähern. Die komplizierte Paarung dauert Stunden, wobei das Paar öfter friedlich pausiert. Die Geschlechtsorgane sitzen an einer dafür ungünstigen Stelle, nämlich an der vorderen Unterseite des Hinterleibs. In der Paarungszeit sind die Männchen gut an ihren vergrößerten Pedipalpen zu erkennen.

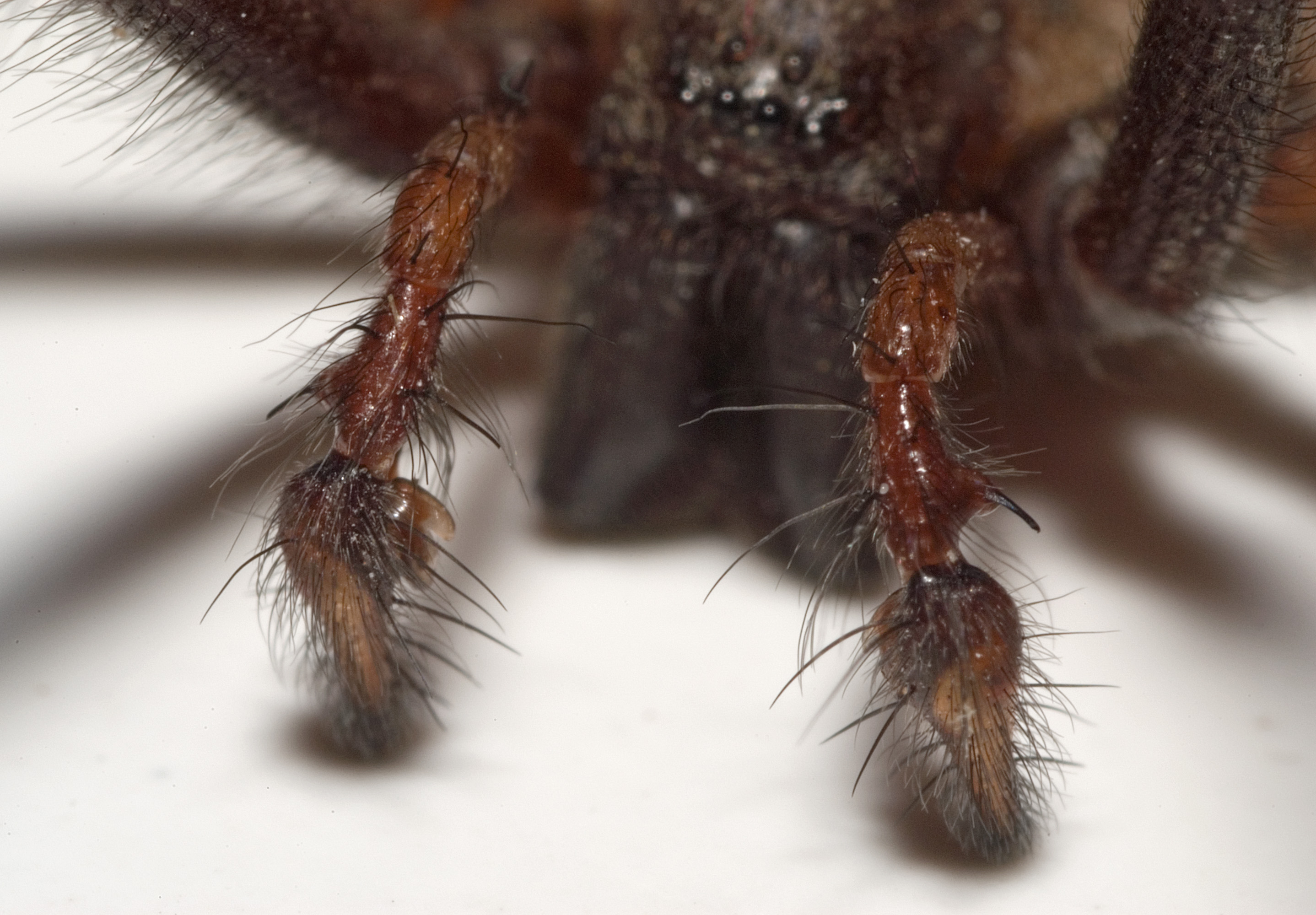
Pedipalpen eines Männchens
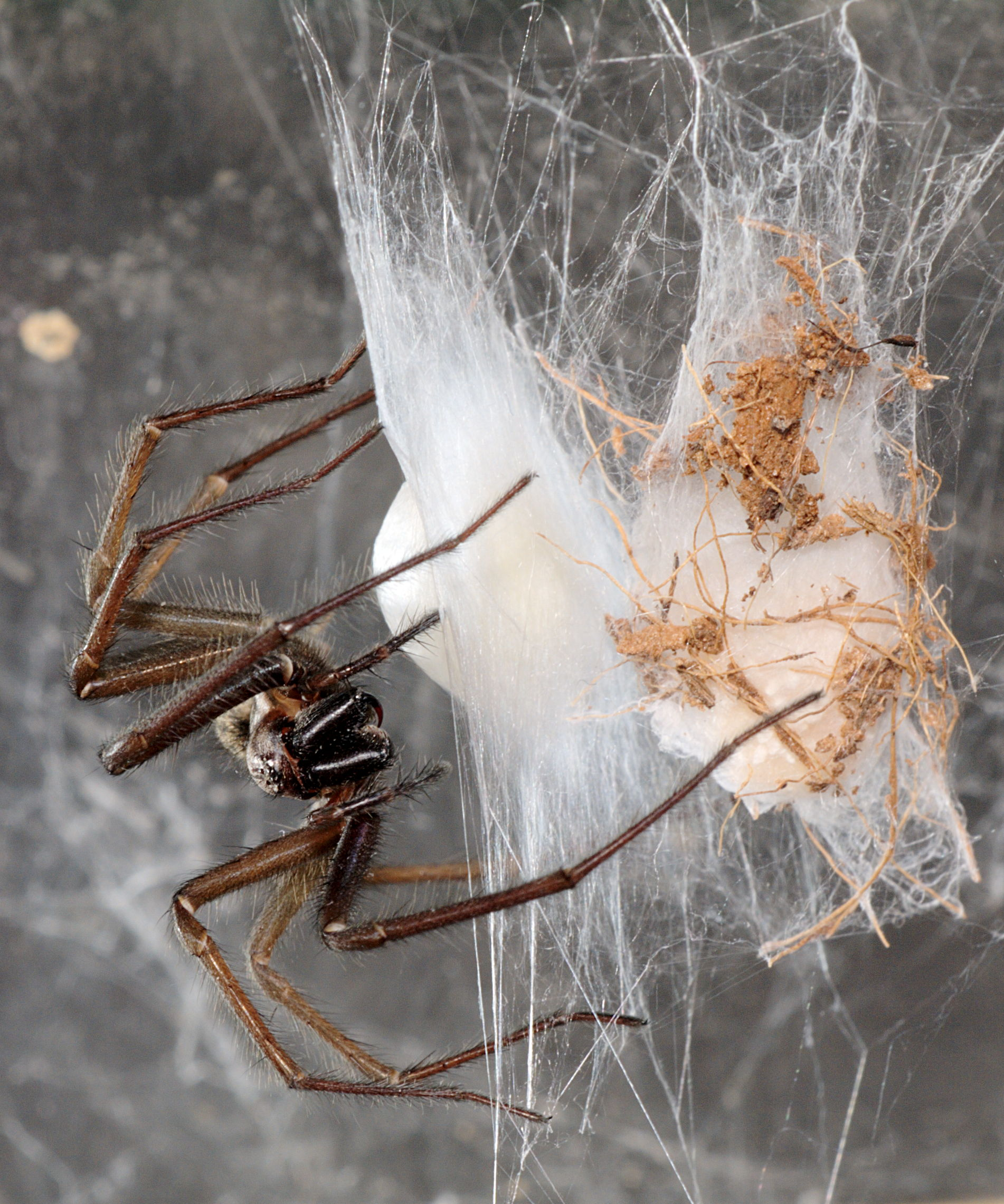
Weibchen mit Eikokon
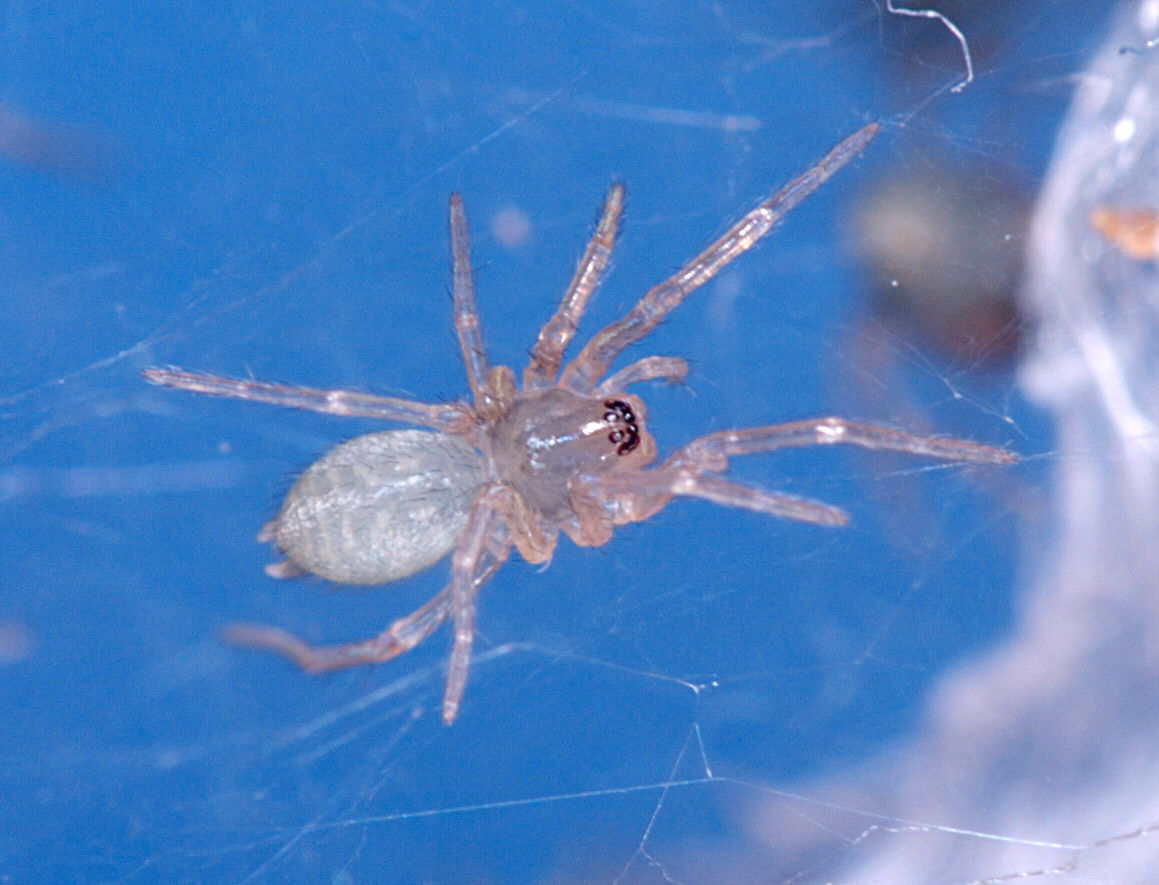
Jungtier